# MTV Video Music Award de la meilleure vidéo masculine
Cet award décore la meilleure vidéo d'un artiste masculin de l'année écoulée. 
Les gagnants de 1984 à 2016 aux MTV VMA's sont les suivants : 
| Année | Artiste                               | Vidéo                         |
| ----- | ------------------------------------- | ----------------------------- |
| 1984  | David Bowie                           | China Girl                    |
| 1985  | Bruce Springsteen                     | I'm on Fire                   |
| 1986  | Robert Palmer                         | Addicted to Love              |
| 1987  | Peter Gabriel                         | Sledgehammer                  |
| 1988  | Prince                                | U Got the Look                |
| 1989  | Elvis Costello                        | Veronica (en)                 |
| 1990  | Don Henley                            | The End of the Innocence      |
| 1991  | Chris Isaak                           | Wicked Game (Concept)         |
| 1992  | Eric Clapton                          | Tears In Heaven (Performance) |
| 1993  | Lenny Kravitz                         | Are You Gonna Go My Way       |
| 1994  | Tom Petty & The Heartbreakers         | Mary Jane's Last Dance        |
| 1995  | Tom Petty                             | You Don't Know How It Feels   |
| 1996  | Beck                                  | Where It's At                 |
| 1997  | Beck                                  | Devils Haircut                |
| 1998  | Will Smith                            | Just The Two Of Us            |
| 1999  | Will Smith                            | Miami                         |
| 2000  | Eminem                                | The Real Slim Shady           |
| 2001  | Moby featuring Gwen Stefani           | South Side                    |
| 2002  | Eminem                                | Without Me                    |
| 2003  | Justin Timberlake featuring Timbaland | Cry Me a River                |
| 2004  | Usher featuring Lil Jon and Ludacris  | Yeah!                         |
| 2005  | Kanye West                            | Jesus Walks                   |
| 2006  | James Blunt                           | You're Beautiful              |
| 2007  | Justin Timberlake                     | "-"                           |
| 2008  | Chris Brown                           | With You                      |
| 2009  | T.I. (feat. Rihanna)                  | Live Your Life                |
| 2010  | Eminem                                | Not Afraid                    |
| 2011  | Justin Bieber                         | U Smile                       |
| 2012  | Chris Brown                           | Turn Up the Music             |
| 2013  | Bruno Mars                            | Locked Out of Heaven          |
| 2014  | Ed Sheeran (feat. Pharrell Williams)  | Sing                          |
| 2015  | Mark Ronson (feat. Bruno Mars)        | Uptown Funk                   |
| 2016  | Calvin Harris (feat. Rihanna)         | This Is What You Came For     |